# Calymmanthera paniculata
Calymmanthera paniculata är en orkidéart som först beskrevs av Johannes Jacobus Smith, och fick sitt nu gällande namn av Rudolf Schlechter. Calymmanthera paniculata ingår i släktet Calymmanthera och familjen orkidéer. Inga underarter finns listade i Catalogue of Life.